# Plessur-Alpen
Plessur-Alpen – pasmo górskie w Alpach Wschodnich. Leży w Szwajcarii w kantonie Gryzonia. Nazwa pochodzi od rzeki Plessur, która ma tu swoje źródło. Plessur oddzielony jest od Glarus Alps na zachodzie przez rzekę Ren; od pasma Rätikon na północy przez rzekę Landquart; od pasma Albula-Alpen na południowym wschodzie przez rzekę Landwasser; od pasma Oberhalbsteiner Alpen na południu przez rzekę Albula. 

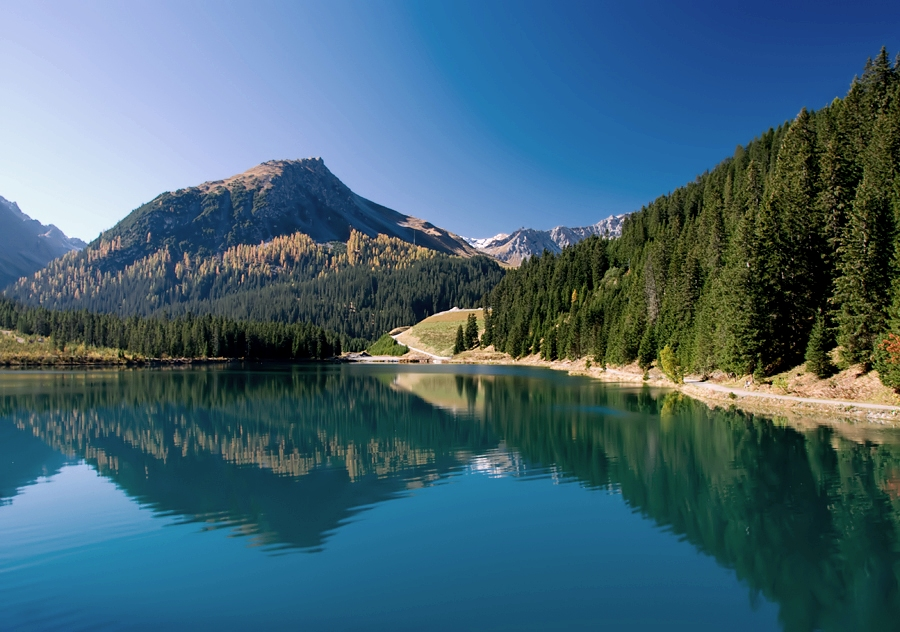
Jezioro koło Arosy

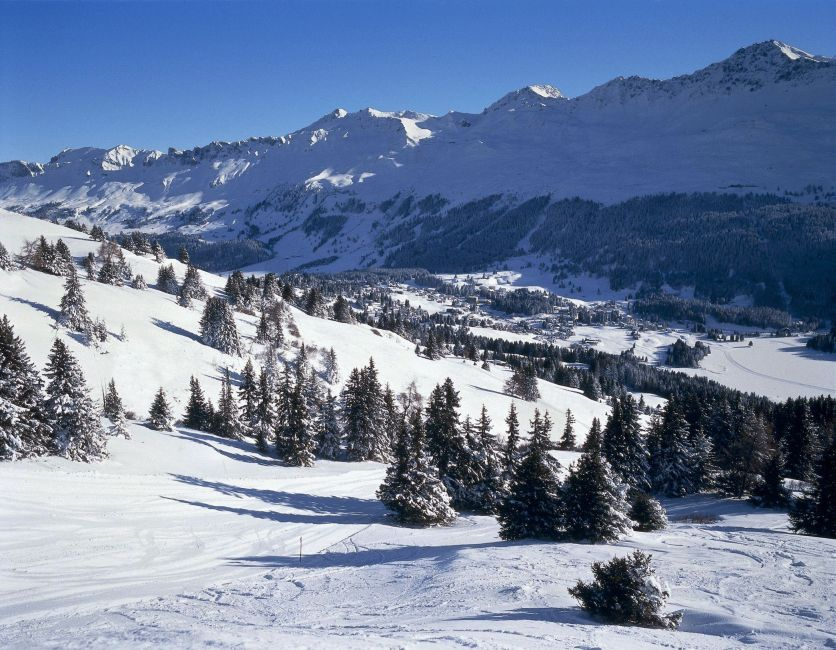
Parpaner Rothorn - po prawej

Biorą tu swoje początki rzeki Ren, Plessur, Rabiosa i Landquart. Ośrodek narciarski Arosa leży w sercu Plessur.
Najwyższym szczytem jest Aroser Rothorn (2980 m).

## Szczyty
Najważniejsze szczyty pasma Plessur to:
- Aroser Rothorn 2980 m
- Erzhorn 2924 m
- Lenzenhorn 2906 m
- Parpaner Rothorn 2861 m
- Weissfluh 2844 m
- Guggernell 2810 m
- Tiejerflue 2781 m
- Amselflue 2781 m
- Sandhubel 2764 m
- Tschirpen 2728 m
- Schiahorn 2709 m